# 2015 a sakkban
A 2015-ös év nemzetközi és magyar sakkeseményei.

## Versenyeredmények
Az év legjelentősebb sakkversenyeinek eredményei:
| Verseny                                  | Dátum             | Résztv. száma | Győztes                | Második                                                          | Harmadik                                                                    | Megj.       |
| ---------------------------------------- | ----------------- | ------------- | ---------------------- | ---------------------------------------------------------------- | --------------------------------------------------------------------------- | ----------- |
| 2015 Tata Steel Chess Tournament         | jan. 12–27.       | 14            | Magnus Carlsen         | Maxime Vachier-Lagrave Anish Giri Wesley So Ting Li-zsen         | Vaszil Ivancsuk                                                             | [ 1 ]       |
| 2015 Grenke Chess Classic                | febr. 2–9.        | 8             | Magnus Carlsen         | Arkadij Naiditsch                                                | Michael Adams Fabiano Caruana                                               | [ 2 ] [ 3 ] |
| 2015 Zurich Chess Challenge              | febr. 13–19.      | 6             | Nakamura Hikaru        | Visuvanádan Ánand                                                | Vlagyimir Kramnyik                                                          | [ 4 ]       |
| FIDE Grand Prix 2014–15 Tbiliszi         | febr. 14–28.      | 12            | Jevgenyij Tomasevszkij | Dmitrij Jakovenko                                                | Tejmur Radzsabov                                                            |             |
| 2015-ös női sakkvilágbajnokság           | márc. 16–ápr. 7.  | 64            | Marija Muzicsuk        | Natalja Pogonyina                                                | —                                                                           |             |
| 2015 Aeroflot Open Moszkva               | márc. 27–ápr. 7.  | 68            | Jan Nyepomnyascsij     | Daniil Dubov                                                     |                                                                             | [ 5 ]       |
| Gasimov-emlékverseny 2015                | ápr. 16–26.       | 10            | Magnus Carlsen         | Visuvanádan Ánand                                                | Wesley So Fabiano Caruana                                                   | [ 6 ]       |
| FIDE Grand Prix 2014–15 Hanti-Manszijszk | máj. 14–26.       | 12            | Dmitrij Jakovenko      | Nakamura Hikaru                                                  | Fabiano Caruana                                                             |             |
| Norway Chess 2015                        | jún. 15–26.       | 10            | Veszelin Topalov       | Visuvanádan Ánand Nakamura Hikaru                                | Anish Giri                                                                  | [ 7 ]       |
| 2015 Dortmundi Sparkassen-sakkverseny    | jún. 27–júl. 5.   | 8             | Fabiano Caruana        | Wesley So Liviu-Dieter Nisipeanu                                 | Vlagyimir Kramnyik                                                          | [ 8 ]       |
| 2015 Biel Chess Festival                 | júl. 20–30.       | 6             | Maxime Vachier-Lagrave | Radosław Wojtaszek                                               | Michael Adams                                                               | [ 9 ]       |
| 2015 Sinquefield Kupa                    | aug. 22–szept. 3. | 10            | Levon Aronján          | Magnus Carlsen Nakamura Hikaru Maxime Vachier-Lagrave Anish Giri | Veszelin Topalov Alekszandr Griscsuk                                        | [ 10 ]      |
| 2015-ös sakkvilágkupa                    | szept. 10–okt. 5. | 128           | Szergej Karjakin       | Peter Szvidler                                                   | Anish Giri Pavel Eljanov                                                    |             |
| Millionaire Chess 2015                   | október 8–12.     |               | Nakamura Hikaru        | Lê Quang Liêm                                                    | Ju Jang-ji                                                                  | [ 11 ]      |
| 2015-ös rapidsakk világbajnokság         | okt. 10–12        | 158           | Magnus Carlsen         | Jan Nyepomnyascsij Tejmur Radzsabov Leinier Dominguez Perez      |                                                                             | [ 12 ]      |
| 2015-ös villámsakk világbajnokság        | okt. 13–14.       | 188           | Alekszandr Griscsuk    | Maxime Vachier-Lagrave Vlagyimir Kramnyik                        | Vaszil Ivancsuk Jan Nyepomnyascsij                                          | [ 13 ]      |
| 2015 Bilbao Chess Masters Final          | okt. 25–nov. 1.   | 4             | Wesley So              | Anish Giri                                                       | Visuvanádan Ánand Ting Li-zsen                                              | [ 14 ]      |
| 2015 London Chess Classic                | dec. 4–13.        | 10            | Magnus Carlsen         | Anish Giri                                                       | Maxime Vachier-Lagrave                                                      | [ 15 ]      |
| 2015 Qatar Masters Open                  | dec. 20–29.       | 132           | Magnus Carlsen         | Ju Jang-ji                                                       | Vlagyimir Kramnyik Szergej Karjakin Szanan Szjugirov Ni Hua Vaszil Ivancsuk | [ 16 ]      |

## Csapatversenyek
| Verseny                                 | dátum       | Résztv. csapat | Győztes     | Második      | Harmadik     | Megj. |
| --------------------------------------- | ----------- | -------------- | ----------- | ------------ | ------------ | ----- |
| 2015-ös Sakkcsapat világbajnokság       | ápr. 19–28. | 10             | Kína        | Ukrajna      | Örményország |       |
| 2015-ös női sakkcsapat világbajnokság   | ápr. 18–29. | 10             | Grúzia      | Oroszország  | Kína         |       |
| 2015-ös Sakkcsapat Európa-bajnokság     | nov. 13–22. | 36             | Oroszország | Örményország | Magyarország |       |
| 2015-ös női sakkcsapat Európa-bajnokság | nov. 13–22. | 30             | Oroszország | Ukrajna      | Grúzia       |       |

## Aktuális világbajnokok
- Nyílt: Magnus Carlsen  Norvégia (2013 óta)
- Női: Marija Muzicsuk  Ukrajna (2015)

## Európa-bajnokok
- Nyílt: Jevgenyij Najer  Oroszország
- Női: Natalija Zsukova  Ukrajna

## A világranglista
A nyílt világranglista első 20 helyezettje 2015. decemberben:
| H.    | Versenyző              | Élő-p. |
| ----- | ---------------------- | ------ |
| 1     | Magnus Carlsen         | 2834   |
| 2     | Veszelin Topalov       | 2803   |
| 3–4   | Visuvanádan Ánand      | 2796   |
| 3–4   | Vlagyimir Kramnyik     | 2796   |
| 5     | Nakamura Hikaru        | 2793   |
| 6     | Levon Aronján          | 2788   |
| 7     | Fabiano Caruana        | 2787   |
| 8     | Anish Giri             | 2784   |
| 9     | Ting Li-zsen           | 2776   |
| 10    | Wesley So              | 2775   |
| 11    | Maxime Vachier-Lagrave | 2773   |
| 12    | Szergej Karjakin       | 2766   |
| 13    | Pavel Eljanov          | 2763   |
| 14    | Peter Szvidler         | 2751   |
| 15    | Li Csao                | 2750   |
| 16    | Sahrijar Mamedjarov    | 2748   |
| 17    | Alekszandr Griscsuk    | 2747   |
| 18    | Jevgenyij Tomasevszkij | 2744   |
| 19    | Pendjála Harikrisna    | 2743   |
| 20–21 | Michael Adams          | 2737   |
| 20–21 | Dmitrij Jakovenko      | 2737   |

A női világranglista első 20 helyezettje 2015. decemberben:
| H.    | Versenyző               | Élő-p. |
| ----- | ----------------------- | ------ |
| 1     | Hou Ji-fan              | 2683   |
| 2     | Kónéru Hanpi            | 2583   |
| 3     | Marija Muzicsuk         | 2561   |
| 4     | Nana Dzagnidze          | 2559   |
| 5     | Csü Ven-csün            | 2543   |
| 6     | Alekszandra Kosztyenyuk | 2542   |
| 7     | Anna Muzicsuk           | 2535   |
| 8     | Viktorija Čmilytė       | 2534   |
| 9     | Jekatyerina Lagno       | 2529   |
| 10    | Pia Cramling            | 2523   |
| 11    | Antoaneta Sztefanova    | 2521   |
| 12    | Csao Hszüe              | 2519   |
| 13    | Drónavalli Hárika       | 2513   |
| 14    | Valentyina Gunyina      | 2502   |
| 15    | Nino Baciasvili         | 2498   |
| 16    | Bela Kotenasvili        | 2496   |
| 17–18 | Alekszandra Gorjacskina | 2493   |
| 17–18 | Tan Csung-ji            | 2493   |
| 19    | Marie Sebag             | 2490   |
| 20    | Natalija Zsukova        | 2488   |

## Nemzeti bajnokok
A jelentősebb sakknemzetek nemzeti bajnokai 2015-ben:
| Ország                    | Nyílt                  | Női                       | Megj.         |
| ------------------------- | ---------------------- | ------------------------- | ------------- |
| Amerikai Egyesült Államok | Nakamura Hikaru        | Irina Krush               | [ 17 ] [ 18 ] |
| Franciaország             | Christian Bauer        | Almira Skripchenko        | [ 19 ]        |
| Hollandia                 | Anish Giri             | Anne Haast                | [ 20 ]        |
| Kína                      | Vej Ji                 | Tan Csung-ji              | [ 21 ] [ 22 ] |
| Magyarország              | Horváth Ádám           | Vajda Szidónia            | [ 23 ] [ 24 ] |
| Nagy-Britannia            | Jonathan Hawkins       | Akshaya Kalaiyalahan      | [ 25 ]        |
| Oroszország               | Jevgenyij Tomasevszkij | Alekszandra Gorjacskina   | [ 26 ] [ 27 ] |
| Ukrajna                   | Andrij Volokityin      | Anasztaszija Rahmangulova | [ 28 ] [ 29 ] |

## A magyar csapatbajnokság
A 2015. évi magyar csapatbajnokság végeredménye:
- 1. Aquaprofit-Nagykanizsai TSK 80 pont
- 2. Atomerőmű SE Paks  70,5
- 3. HVSE – Infraplan  58,5
- 4. Mátyásföldi LTC 58
- 5. Budapesti Titánok 56
- 6. Pénzügyőr SE 55
- 7. Dunaharaszti MTK  53,5
- 8. ASS-Makói SVSE 52,5
- 9. HÜSI SC 30
- 10. Szigetszentmiklós 25

## Lásd még
Sakkozók Élő-pontszáma 2015-ben